# USS Pennsylvania (BB-38)
O USS Pennsylvania foi um couraçado operado pela Marinha dos Estados Unidos e a primeira embarcação da Classe Pennsylvania, seguido pelo USS Arizona. Sua construção começou no final de outubro de 1913 nos estaleiros da Newport News Shipbuilding na Virgínia e foi lançado ao mar em março de 1915, sendo comissionado na frota norte-americana em junho do ano seguinte. Parte da série de couraçados tipo padrão, ele era armado com uma bateria principal composta por doze canhões de 356 milímetros montados em quatro torres de artilharia triplas, tinha um deslocamento carregado de mais de 32 mil toneladas e alcançava uma velocidade máxima de 21 nós (39 quilômetros por hora).
Os Estados Unidos entraram na Primeira Guerra Mundial pouco depois do Pennsylvania entrar em serviço, porém ele não foi enviado para servir na Europa devido a uma escassez de óleo combustível, em vez disso permanecendo em casa realizando treinamentos. Pelas duas décadas depois do fim da guerra o navio teve uma carreira tranquila que consistiu principalmente de exercícios de rotina junto com o resto da frota, operando durante a maior parte desse período no Oceano Pacífico. Passou por uma modernização entre 1929 e 1931. O Pennsylvania estava presente no Ataque a Pearl Harbor em 7 de dezembro de 1941, porém foi pouco danificado porque estava dentro de uma doca seca.
O couraçado foi rapidamente consertado e reformado, sendo enviado para a Guerra do Pacífico para atuar em deveres de bombardeio litorâneo e suporte de artilharia. Ele desempenhou essas funções nas Campanhas das Ilhas Aleutas, Ilhas Gilbert e Marshall, Ilhas Marianas e Palau, Filipinas e Ilhas Vulcano e Ryūkyū, incluindo as Batalhas de Makin, Kwajalein, Saipã, Guam, Peleliu, Golfo de Leyte e Okinawa. Depois do fim da guerra o Pennsylvania foi alocado em 1946 como alvo de tiro para os testes nucleares da Operação Crossroads. A embarcação sobreviveu, mas ficou muito contaminada com radiação. Foi rebocado para Kwajalein e deliberadamente afundado em 10 de fevereiro de 1948.